# Eurycea bislineata
Eurycea bislineata é uma espécie de salamandra da família Plethodontidae.
Pode ser encontrada nos seguintes países: Canadá e Estados Unidos da América.
Os seus habitats naturais são: florestas temperadas, matagal de clima temperado, rios, rios intermitentes, marismas de água doce, nascentes de água doce, terras aráveis e áreas urbanas.